# Captain Hollywood Project
Captain Hollywood Project – niemiecka grupa eurodance, która jednocześnie zapoczątkowała ten nurt muzyczny. Najlepiej znana z singla „More and More”.

## Historia

### Początki
Pochodzący z Newark, New Jersey, Tony Dawson-Harrison w 1983 roku, kapitan w Armii Stanów Zjednoczonych, został przeniesiony do Niemiec. To wtedy zyskał swój przydomek „Captain Hollywood” – ponieważ tańczył breakdance’a nawet w mundurze. W tym też roku rozpoczęła się jego kariera muzyczna, kiedy to wystąpił w niemieckim programie rozrywkowym Formel Eins. Pracując przy niemieckich produkcjach filmowych, Harrison reprezentował Niemcy na Festiwalu Filmowym w Cannes podczas premiery breakdance’owego filmu Beat Street. W 1985 roku Harrison rozpoczął produkcję swojej własnej muzyki, przez dwa lata publikując trzy single i album pod pseudonimem Captain Hollywood. W tym czasie współpracował także z C.C. Catch jako jej wokal wspierający, raper i tancerz.

### Twenty 4 Seven
W 1989 roku Harrison rozpoczął współpracę z holenderskim producentem Ruudem van Rijenem i raperem Ricardo Overmanem. Wspólnie stworzyli projekt tanecznej grup Twenty 4 Seven. Obok Harrisona, który był głównym raperem, w zespole występowali jego bliscy przyjaciele Hanks/Jacks i holenderska piosenkarka Nance Coolen. Grupa koncertowała razem przez trzy miesiące w ramach MTV Europe.
Po publikacji debiutanckiego albumu Twenty 4 Seven Street Moves w późnych latach 90 (który cieszył się umiarkowanym sukcesem, osiągając w szczytowym momencie 50. pozycję w Szwecji i 25. w Szwajcarii), Harrison opuścił grupę, by rozpocząć swój własny projekt taneczny w Niemczech – Captain Hollywood Project.

### Captain Hollywood Project

#### Pierwszy album: “Love Is Not Sex”
W 1992 Harrison opublikował swój pierwszy singiel „More nad More”, który wspiął się na pierwszą pozycję list przebojów w Niemczech i osiągnął status platyny sprzedając ponad 500 tys. egzemplarzy. Singiel znalazł się również w Top 5 w takich krajach jak Austria, Belgia, Holandia, Norwegia, Szwecja i Szwajcaria, a w Stanach Zjednoczonych wspiął się do Top 20. W sumie singiel rozszedł się w 7 mln egzemplarzy.
Wkrótce po sukcesie More and More” Captain Hollywood Project wydał swój debiutancki album nazwany Love Is Not Sex, który pojawił się w Top 10 w Niemczech i Szwajcarii. Po albumie ukazały się trzy single – „All I Want”, „Only With You” i „Impossible”. Z trzech singli jednak tylko „Only With You” osiągnął sukces zbliżony do debiutanckiego „More and More”, pojawiając się w Top 5 w Austrii, Belgii, Niemczech, Szwecji i Szwajcarii. „Only With You” zyskał później złoty status w Niemczech sprzedając 250 tys. egzemplarzy. W produkcję zaangażowani byli Dawson-Harrison jako raper i producent, Nina Gerhard (później Petra Spigal) jako wokalistka i zespół produkcyjny DMP składający się m.in. z Michaela Eisele’a (pseudonim artystyczny Attack II), Jürgen „Nosie” Katzmann, Thorsten Adler i Tom Keil

#### Drugi album: „Animals or Human”
W 1994 roku Captain Hollywood Project powrócił z nowym singlem „Flying High” z drugiego albumu „Animal or Humans”. Podczas gdy w Niemczech singiel wspiął się jedynie na 18 pozycję w rankingu singli, w Holandii zyskał większy rozgłos osiągając 4. pozycję w holenderskim Top 40. „Flying High” pojawił się także w Top 10 w Austrii i Szwecji i w Top 20 w Belgii, Norwegii i Szwajcarii. Drugi singiel z albumu, „Find Another Way”, osiągnął umiarkowany sukces, pojawiając się w Top 20 w Austrii i Szwecji. W Niemczech znalazł się tuż poza Top 20, pojawiając się na 22. pozycji. Sam album „Animal or Humans” pojawił się w Top 50 tylko na niektórych rynkach – włączając w to Niemcy, Szwecję i Szwajcarię.

#### Trzeci album: „The Afterparty”
W 1996 Tony Harrison postanowił zaprosić do produkcji trzeciego albumu producenta P-Force i Alexa Belchera. W efekcie powstał album „The Afterparty” z singlami „Over &Over”, „Love & Painv” i „The Afterparty”.

#### Od 2009
Captain Hollywood Project powrócił na scenę muzyczną w 2009 roku, kiedy we współpracy z DJ Base stworzyła dwa kolejne single – „It HurtsWith You” i „More & More Recall”, przeznaczone wyłącznie na rynek Zjednoczonych Emiratów Arabskich. Od 2010 roku Captain Hollywood Project ponownie jeździ po Europie i Stanach grając największe hity w dorobku zespołu.

## Dyskografia

### Albumy studyjne
| Love Is Not Sex                | - Data: 1 marca 1993 - Wydawca: Blow Up (EMI) - Formaty: CD, Kasety, LP           | 9  | 15 | 60 | 33 | 16 | 9  |
| Animals or Human               | - Data: 30 marca 1995 - Wydawca: Blow Up (Intercord) - Formaty: CD, Kasety, LP    | 42 | –  | –  | 53 | 38 | 41 |
| The Afterparty                 | - Data: 18 listopada 1996 - Wydawca: Mighty (Universal) - Formaty: CD, Kasety, LP | –  | –  | –  | –  | –  | –  |
| „–” pozycja nie była notowana. |                                                                                   |    |    |    |    |    |    |

### Single
| Tytuł                                             | Rok  | Pozycja na liście | Pozycja na liście | Pozycja na liście | Pozycja na liście | Pozycja na liście | Pozycja na liście | Pozycja na liście | Pozycja na liście | Pozycja na liście | Pozycja na liście | Pozycja na liście | Certyfikat      | Album            |
| Tytuł                                             | Rok  | GER               | AUT               | BEL (FLA)         | CAN               | FRA               | NLD               | NOR               | SWE               | SWI               | UK                | US                | Certyfikat      | Album            |
| ------------------------------------------------- | ---- | ----------------- | ----------------- | ----------------- | ----------------- | ----------------- | ----------------- | ----------------- | ----------------- | ----------------- | ----------------- | ----------------- | --------------- | ---------------- |
| „More and More”                                   | 1992 | 1                 | 3                 | 2                 | 15                | 7                 | 7                 | 3                 | 3                 | 3                 | 23                | 17                | - GER: Platinum | Love Is Not Sex  |
| „Only with You”                                   | 1993 | 4                 | 5                 | 4                 | –                 | 7                 | 9                 | –                 | 5                 | 5                 | 61                | –                 | - GER: Gold     | Love Is Not Sex  |
| „All I Want”                                      | 1993 | 22                | 25                | 32                | –                 | 31                | 28                | –                 | –                 | 30                | –                 | –                 |                 | Love Is Not Sex  |
| „Impossible”                                      | 1993 | 12                | 15                | 25                | –                 | 40                | 14                | –                 | 4                 | 18                | 29                | –                 |                 | Love Is Not Sex  |
| „Flying High”                                     | 1994 | 18                | 10                | 13                | –                 | 40                | 6                 | 12                | 7                 | 15                | 58                | –                 |                 | Animals or Human |
| „Find Another Way”                                | 1995 | 22                | 19                | 37                | –                 | –                 | 40                | –                 | 14                | 25                | –                 | –                 |                 | Animals or Human |
| „The Way Love Is”                                 | 1995 | 71                | –                 | –                 | –                 | –                 | –                 | –                 | –                 | –                 | –                 | –                 |                 | Animals or Human |
| „Over & Over”                                     | 1996 | 45                | 35                | –                 | –                 | –                 | –                 | –                 | –                 | –                 | –                 | –                 |                 | The Afterparty   |
| „Love & Pain”                                     | 1996 | 50                | –                 | –                 | –                 | –                 | –                 | –                 | –                 | –                 | –                 | –                 |                 | The Afterparty   |
| „The Afterparty”                                  | 1996 | –                 | –                 | 66                | –                 | –                 | –                 | –                 | –                 | –                 | –                 | –                 |                 | The Afterparty   |
| „Danger Sign”                                     | 2001 | 61                | –                 | –                 | –                 | –                 | –                 | –                 | –                 | –                 | –                 | –                 |                 | Bez albumu       |
| „Axel F 2003” (Murphy Brown vs Captain Hollywood) | 2003 | 18                | –                 | –                 | –                 | –                 | –                 | –                 | –                 | –                 | –                 | –                 |                 | Bez albumu       |
| „Flying High (2003)” Re-issue                     | 2003 | 44                | –                 | –                 | –                 | –                 | –                 | –                 | –                 | –                 | –                 | –                 |                 | Bez albumu       |
| It Hurts With You                                 | 2009 | –                 | –                 | –                 | –                 | –                 | –                 | –                 | –                 | –                 | –                 | –                 |                 | Bez albumu       |
| More & More Recall                                | 2009 | –                 | –                 | –                 | –                 | –                 | –                 | –                 | –                 | –                 | –                 | –                 |                 | Bez albumu       |
| „–” pozycja nie była notowana.                    |      |                   |                   |                   |                   |                   |                   |                   |                   |                   |                   |                   |                 |                  |